# HD 10597
HD 10597 — звезда, оранжевый гигант, находящийся в созвездии Андромеда на расстоянии приблизительно 615,04 св. лет от Земли. По состоянию на 2007 год, радиус звезды оценивается в 18,98 солнечного радиуса. Исходя из отрицательной радиальной скорости, звезда приближается к Солнцу. Планет у HD 10597 обнаружено не было. Звезда видима невооружённым глазом на ночном небе.